# Ehrenthaler Werth
Das Ehrenthaler Werth ist eine unbewohnte Rheininsel im Tal des Mittelrheins, sie ist Teil von St. Goar-Fellen bzw. mit dem westlichen Viertel von Boppard-Holzfeld, und liegt rechtsrheinisch vor St. Goarshausen-Ehrenthal zwischen Rheinkilometer 560 und 561.
Das Ehrenthaler Werth verfügt noch über eine charakteristische Weichholzauenvegetation mit ursprünglichen Formen eines Silberweiden-Flussauenwaldes.
Das wertvolle Biotop erfüllt die Voraussetzungen für eine Einstufung als FFH-Gebiet.
2010 wurde zwischen Ehrenthaler Werth und linkem Rheinufer der Einsatz von Flussturbinen zur Stromgewinnung durch Wasserkraft getestet. Dazu wurden zwei Turbinen mit je 5 kW Leistung in fünf Meter Tiefe im Rhein versenkt. Der Fluss hat hier eine durchschnittliche Fließgeschwindigkeit von 2 m/s. Er ist zudem für die Schifffahrt gesperrt. Bei positivem Verlauf des Tests soll über den Ausbau eines Flussturbinen-Parks nachgedacht werden.